# Einmauerung

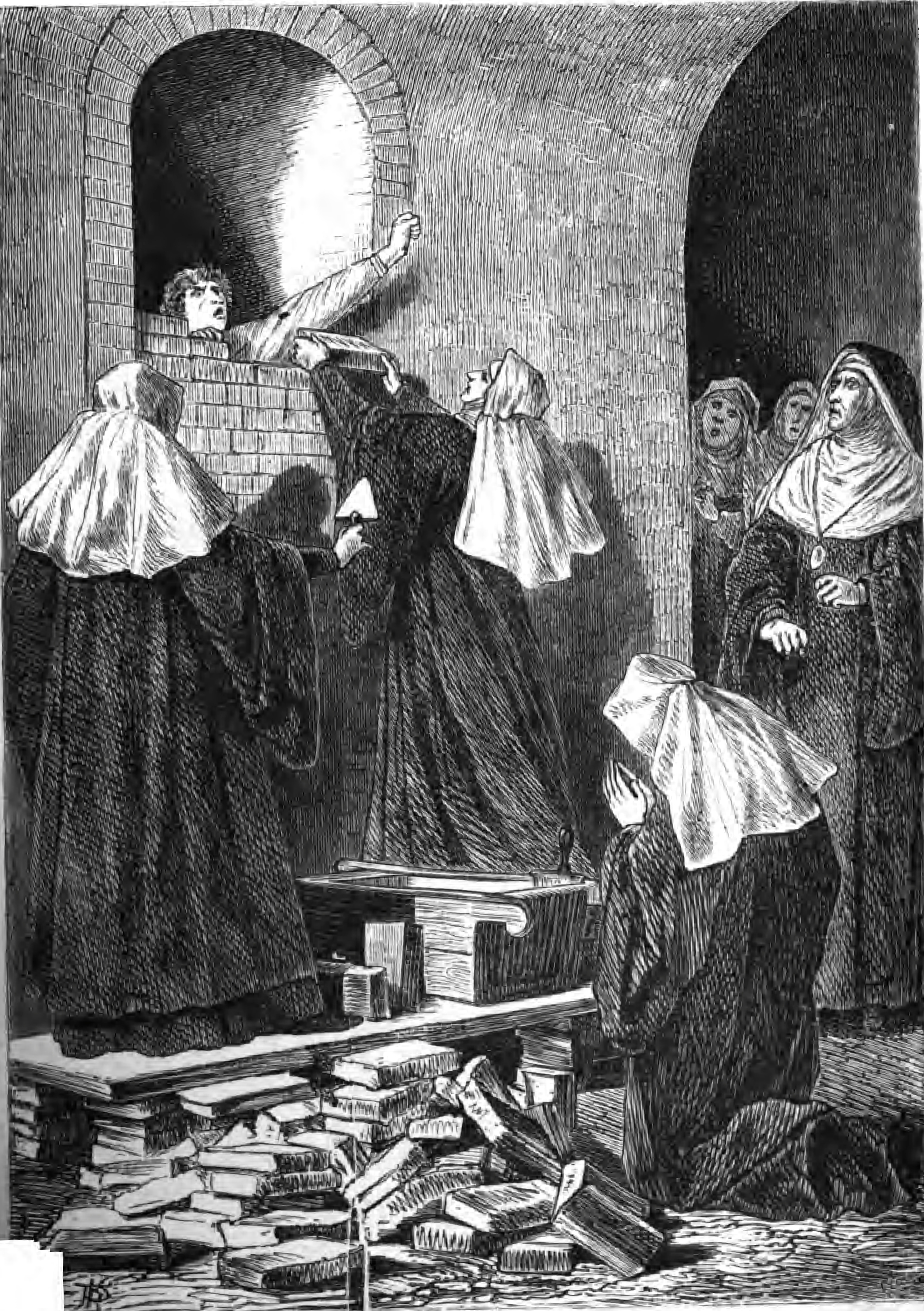
Bild: Die eingemauerte Nonne von Vinzenz Katzler aus Dunkle Geschichten aus Oesterreich von Moritz Bermann

Einmauerung bezeichnet das dauerhafte Einschließen von lebenden Menschen oder Tieren hinter einer neu errichteten Mauer. Es handelt sich um einen Spezialfall des Lebendig-begraben-Werdens. Das Motiv der Einmauerung taucht in einer Vielzahl von Sagen und Erzählungen auf, entweder als Vorstellung eines Bauopfers oder als Strafe. Der Begriff der Einmauerung wird auch im Zusammenhang mit der Inkluse, also der Einmauerung aus Gründen der Askese, verwendet.

## Verwendung in Sagen und Erzählungen
Einmauerung ist ein verbreiteter literarischer Topos. So droht beispielsweise Antigone die Einmauerung. In der Oper Aida wird der Feldherr Radames als Verräter lebendig eingemauert. Seine vermeintlich gerettete Geliebte Aida jedoch hat sich in der Grabkammer versteckt und stirbt freiwillig mit ihm.
Sagen über Einmauerungen gibt es in einer Vielzahl von Orten und Gebäuden, z. B. Schloss Měšice in Südböhmen.
In der Moderne taucht die Einmauerung beispielsweise bei Edgar Allan Poe in der Erzählung Das Fass Amontillado auf.

## Einmauerung als Bauopfer
Einmauerung als Bauopfer war eine in der Antike bei vielen Völkern verbreitete Sitte oder auch Strafe. Dabei wurden Menschen oder Tiere lebendig unter neuen Bauten vergraben. 
Nach damaligem Glauben sollte dadurch der Einsturz des Baues verhindert und Schaden ferngehalten werden. Heute ist diese Sitte noch als Grundstein bei den Richtfesten neuer größerer Bauten erhalten. Insbesondere die germanischen Sagen wissen viele Beispiele von Einmauerungen zu berichten. Knochenüberreste von Menschen und Tieren, die man unter der Grundmauer oder unter Brückenpfeilern gefunden hat, zeugen für die Allgemeinheit des Brauches. 

### Verbreitung
Man findet die Sitte bei den Griechen, Römern, den Kelten, den Slawen, den Germanen, aber auch in Indien und Südostasien, Japan, China und Australien. Insbesondere verwendete man Kinder. Anstelle des Körpers wurden mitunter auch nur das Haupt eingemauert, woraus der Name des Kapitols (caput toli) in Rom erklärt wird.
Von italienischen Mafia-Organisationen sind Einmauerungen z. B. in Brückenpfeilern als Terrorinstrument und Racheakt bekannt geworden.

### Tiereinmauerungen
Während man Menschen oder Körperteile hauptsächlich einmauerte, um dadurch den Einsturz zu verhindern, verwandte man Tiere, um hierdurch Krankheiten von den Umfassungsmauern des Baues fernzuhalten. Auch in diesem Falle kann das Haupt für das ganze Tier verwendet werden. Fast alle Tierarten werden in den Sagen von Einmauerungen der Tiere erwähnt, besonders häufig Hunde, Hähne und Pferde. Als diesem Brauch ein Ende gesetzt wurde, traten Gebeine und Steinfiguren an Stelle der lebenden Wesen.

### Verwandtes Brauchtum
Neben den erwähnten Grundsteinen sind auch die in vielen Gegenden an den Häusern angebrachten Tierköpfe symbolische Überreste der Einmauerung.

## Einmauerung als Strafe
Die Einmauerung in ein enges Gefängnis kommt auch als Strafe in den mittelalterlichen Inquisitionsurteilen vor. Dies muss jedoch keine Einmauerung im Sinne eines Lebendig-Begrabens bedeuten, sondern die Verurteilung zu einer (lebenslangen) Gefängnisstrafe.